# Roche d'Antre
La roche d'Antre est un sommet du massif du Jura, culminant à 959 m d'altitude.

## Géographie
La roche d'Antre est située dans le département du Jura, à la limite entre les communes de Villards-d'Héria (face sud) et Moirans-en-Montagne (face nord). Elle domine le petit lac d'Antre situé 160 m en contrebas de la face sud. Alors que la face nord est caractérisée par des pentes douces, la face sud présente des pentes plus raides avec une petite falaise au sommet, d'une hauteur variant entre 10 et 30 mètres, qui forme une petite crête.
Le sommet offre un panorama sur le sud du massif du Jura et sur les monts Jura.